# 韋姆蘭公爵夫人蘇菲亞王妃
韋爾姆蘭公爵夫人蘇菲亞王妃（瑞典語：Prinsessan Sofia, hertiginna av Värmland，原名蘇菲亞·克莉斯蒂娜·赫爾克維斯，1984年12月6日—），是瑞典王位第四繼承人韋姆蘭公爵卡爾·菲利普王子的妻子。婚前曾任性感模特兒，為一本雜誌拍下多張性感照片並參與美國電視真人秀。她和卡爾·菲利普王子在2010年開始交往；2014年6月27日兩人正式宣布訂婚的消息，2015年6月13日結婚。在2009年開始，她有開普敦及加納參加不同的慈善工作。

## 早年生活
蘇菲亞在1984年12月6日出生於丹德呂德市丹德呂德醫院，父親是丹麥人，母親是瑞典人。幼時在泰比度過，她在6歲時搬到艾爾夫達倫，上有名叫莎拉和琳娜的兩個姊姊。20歲時，曾為了瑞典的一家男性雜誌Slitz拍攝了上半身僅用蟒蛇遮蔽，下半身著比基尼的照片。2004年，她被讀者票選為Slitz女郎。2010年，當蘇菲亞和王子的戀情被揭露時，瑞典的一家報紙《快報》再次刊登了這張照片。
在2004年被選為雜誌女郎後，TV4電視台的《樂園旅館》（Paradise Hotel）真人實境秀節目提供了演出機會， 她接下了工作，並且留到最後。在演出期間，她曾與另一位參賽者Olinda Castielle有過公開的爭執

。
2005年，她搬到紐約，在英語與商學院（Institute of English and Business）學習會計與電腦應用，專攻為業務發展（Business Development）。此外，她也曾在斯德哥爾摩大學學習了其他課程，例如全球倫理（global ethics）、兒童與青少年研究、兒童溝通（children's communication），與實踐《聯合國兒童權利公約》（UN Convention on the Rights of the Child）等；她也在曼哈頓開設了自己的瑜珈中心。
她曾自爆在拉斯維加斯參觀期間，與美國的色情片女星珍娜·詹姆森熱吻，因而上了頭條新聞。
之後，她回到斯德哥尔摩繼續求學，同時擔任服務生與魅力攝影模特兒的兼職
。2010年，她與朋友共同創設了「遊樂場計畫」（Project Playground）的慈善組織。該組織在南非協助弱勢兒童。

## 與王子的關係

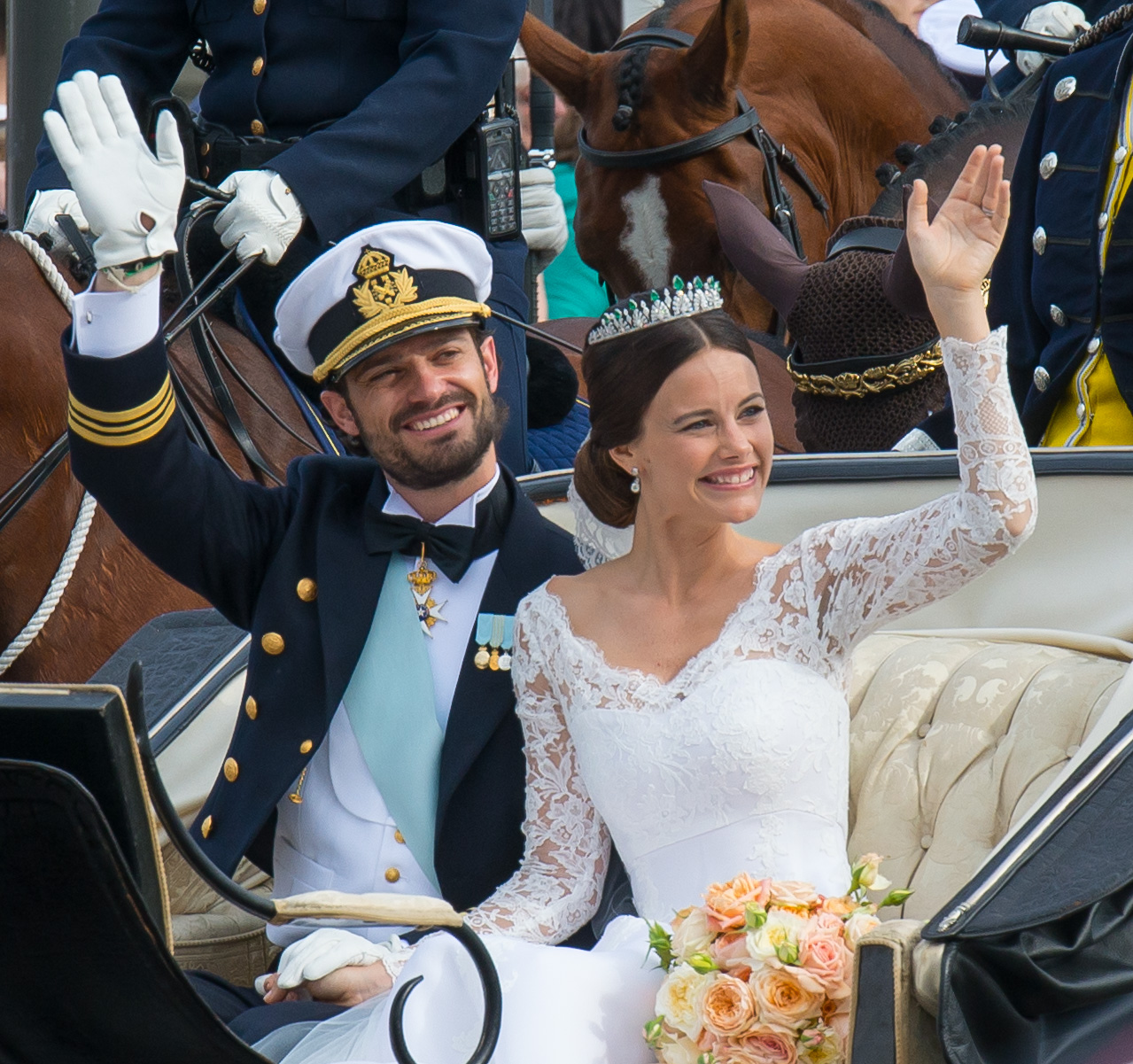
蘇菲亞與王子在2015年6月13日的婚禮後公開致意

2010年4月，英國《每日電訊報》爆料，王子結交的新歡蘇菲亞，曾為半裸照的模特兒，與真人實境秀的參賽者；報導並稱，王宮因為感到尷尬，被迫採取守勢不予回應；7月，瑞典宮廷（職責類似日本宮內廳）的發言人，宣讀了王子的聲明，從而證實了蘇菲亞與王子的關係。
2011年4月，又有報導稱兩人已搬到瑞典動物園島的一座私人莊園中同居 ；同年6月，再由宮證實此事 。2014年6月27日，兩人公開宣布訂婚；12月，她與未婚夫在諾貝爾獎晚宴的舉辦地藍廳中亮相，官方並宣布她將獲得王族的稱號。
2015年6月13日，她與王子在斯德哥爾摩結婚。2016年4月19日，長子亞歷山大誕生。2017年8月31日，次子加布埃里爾（Gabriel）誕生。2021年3月26日，第三位孩子朱利安王子誕生。2025年2月7日，長女誕生。